# Clare Fischer
Clare Fischer (* 22. Oktober 1928 in Durand, Michigan; † 26. Januar 2012 in Burbank, Kalifornien) war ein US-amerikanischer Pianist, Arrangeur und Komponist von Jazz und Pop, lateinamerikanischer und klassischer Musik.

## Leben
Fischer, der einer musikalischen Familie entstammte, begann mit Violine und Tuba, wechselte zum Klavier und fügte auf der High School in Grand Rapids noch Cello, Saxophon und Klarinette hinzu. Nebenbei studierte er Musiktheorie und Komposition (schon als Zwölfjähriger arrangierte er für Tanzbands), was er ab 1947 an der University of Michigan beim Komponisten H. Owen Reed (1910–2014) fortführte (Bachelor 1951 und unterbrochen von einer Militärzeit, bei der er für eine Militärband in West Point arrangierte, Master 1955). Danach tourte er von 1956 an fünf Jahre als Pianist und musikalischer Leiter (Arrangeur) der 1953 gegründeten männlichen Vokalgruppe „The Hi-Lo‘s“ von Gene Puerling. Er arrangierte u. a. für Dizzy Gillespie „A Portrait of Duke Ellington“ 1960, für Donald Byrd und George Shearing. Danach schrieb er viel Musik für Werbespots. 1983 komponierte er im Auftrag des klassischen Klarinettisten Richard Stoltzman das symphonische Werk „The Duke, Swee’Pea and Me“ nach Themen von Duke Ellington und dessen Arrangeur Billy Strayhorn. In den 1970er Jahren begann er Keyboard in der Gruppe von Cal Tjader zu spielen und hatte bald seine eigene lateinamerikanische Gruppe „Salsa Picante“ sowie eine Vokalgruppe „2+2“. 1981 gewann er einen Grammy für „Salsa Picante 2+2“ und 1986 für sein Album „Free Fall“. Seit den 1990er Jahren unterrichtete er viel in den USA und Europa (Skandinavien, Niederlande), gab nebenbei Solo-Konzerte und spielte u. a. mit dem Metropole Orkest in den Niederlanden und mit der WDR-Bigband. Seit 1961 hat er über 40 Alben aufgenommen, u. a. mit Donald Byrd, Gary Foster, Bert van den Brink (2001). Er arbeitete viel mit lateinamerikanischen Musikern (er war u. a. mit Antônio Carlos Jobim befreundet) seit seinen ersten Aufnahmen Anfang der 1960er Jahre (teilweise mit Bud Shank und Joe Pass), die Teil der damaligen Bossa-Nova-Welle waren. Seine Komposition „Pensativa“ ist so etwas wie ein Jazzstandard geworden. Sein Pianospiel kann Brian Priestley zufolge als „eine bedachtsame und bescheidene Fortführung“ der Errungenschaften von Lennie Tristano und Bill Evans betrachtet werden.
Fischer arrangierte seit den 1980er Jahren auch viel für Pop-Musiker wie die Jacksons, Paul McCartney, Prince, Céline Dion, Amy Grant, Natalie Cole, Paula Abdul, Michael Jackson, Chaka Khan und Robert Palmer. Damit finanzierte er u. a. eine Bigband „Clare Fischer’s Brazz Corp“.
Clare Fischer wurde dreimal mit einem Grammy Award ausgezeichnet, zweimal davon erst nach seinem Tod: 2013 bekam sein letztes Album ¡Ritmo! in der Kategorie bestes Latin-Jazz-Album und 2014 sein Werk Pensamientos for Solo Alto Saxophone and Chamber Orchestra als beste Instrumentalkomposition einen Preis.

## Lexigraphische Einträge
- Ian Carr, Digby Fairweather, Brian Priestley: Rough Guide Jazz. Der ultimative Führer zur Jazzmusik. 1700 Künstler und Bands von den Anfängen bis heute. Metzler, Stuttgart/Weimar 1999, ISBN 3-476-01584-X.
- Leonard Feather, Ira Gitler: The Biographical Encyclopedia of Jazz. Oxford University Press, New York 1999, ISBN 0-19-532000-X.